# Atletism la Jocurile Olimpice de vară din 1932
Probele sportive de atletism la Jocurile Olimpice de vară din 1932 s-au desfășurat în perioada 31 iulie - 7 august 1932 la Los Angeles, SUA. Au fost 29 de probe sportive, în care au concurat 386 de sportivi, din 34 de țări.

## Stadionul Olimpic
Probele au avut loc pe Los Angeles Memorial Coliseum. Acesta a fost inaugurat în anul 1923.

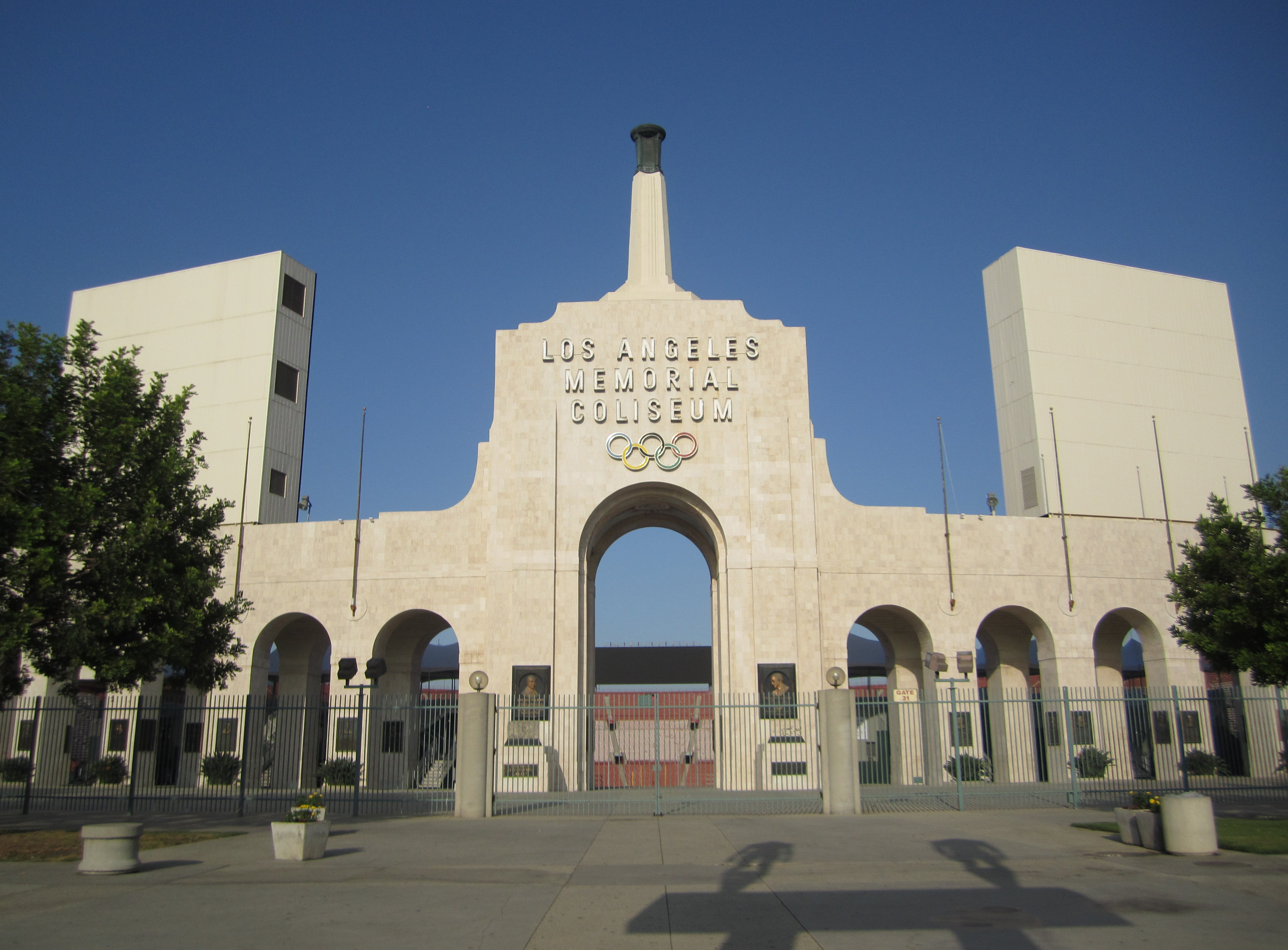
Memorial Coliseum
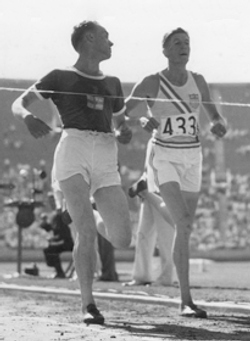
5000 m

## Probe sportive

### Masculin
| Event                        | Aur                                                                                         | Aur     | Argint                                                                                   | Argint  | Bronz                                                                                     | Bronz   |
| 100 m detalii                | Eddie Tolan (USA)                                                                           | 10,3    | Ralph Metcalfe (USA)                                                                     | 10,3    | Arthur Jonath (GER)                                                                       | 10,4    |
| 200 m detalii                | Eddie Tolan (USA)                                                                           | 21,2    | George Simpson (USA)                                                                     | 21,4    | Ralph Metcalfe (USA)                                                                      | 21,5    |
| 400 m detalii                | Bill Carr (USA)                                                                             | 46,2    | Ben Eastman (USA)                                                                        | 46,4    | Alex Wilson (CAN)                                                                         | 47,4    |
| 800 m detalii                | Tommy Hampson (GBR)                                                                         | 1:49,8  | Alex Wilson (CAN)                                                                        | 1:49,9  | Phil Edwards (CAN)                                                                        | 1:51,5  |
| 1500 m detalii               | Luigi Beccali (ITA)                                                                         | 3:51,2  | Jerry Cornes (GBR)                                                                       | 3:52,6  | Phil Edwards (CAN)                                                                        | 3:52,8  |
| 5000 m detalii               | Lauri Lehtinen (FIN)                                                                        | 14:30,0 | Ralph Hill (USA)                                                                         | 14:30,0 | Lauri Virtanen (FIN)                                                                      | 14:44,0 |
| 10 000 m detalii             | Janusz Kusociński (POL)                                                                     | 30:11,4 | Volmari Iso-Hollo (FIN)                                                                  | 30:12,6 | Lauri Virtanen (FIN)                                                                      | 30:35,0 |
| 110 m garduri detalii        | George Saling (USA)                                                                         | 14,6    | Percy Beard (USA)                                                                        | 14,7    | Donald Finlay (GBR)                                                                       | 14,8    |
| 400 m garduri detalii        | Bob Tisdall (IRL)                                                                           | 51,8    | Glenn Hardin (USA)                                                                       | 51,9    | Morgan Taylor (USA)                                                                       | 52,0    |
| 3000 m obstacole detalii     | Volmari Iso-Hollo (FIN)                                                                     | 10:33,4 | Thomas Evenson (GBR)                                                                     | 10:46,0 | Joe McCluskey (USA)                                                                       | 10:46,2 |
| 4×100 m detalii              | Statele Unite ale Americii (USA) · Bob Kiesel · Hector Dyer · Emmett Toppino · Frank Wykoff | 40,0    | Germania (GER) · Friedrich Hendrix · Erich Borchmeyer · Arthur Jonath · Helmut Körnig    | 40,9    | Italia (ITA) · Giuseppe Castelli · Gabriele Salviati · Ruggero Maregatti · Edgardo Toetti | 41,2    |
| 4×400 m detalii              | Statele Unite ale Americii (USA) · Ivan Fuqua · Ed Ablowich · Karl Warner · Bill Carr       | 3:08,2  | Marea Britanie (GBR) · Crew Stoneley · Tommy Hampson · David Burghley · Godfrey Rampling | 3:11,2  | Canada (CAN) · James Ball · Ray Lewis · Phil Edwards · Alex Wilson                        | 3:12,8  |
| Maraton detalii              | Juan Carlos Zabala (ARG)                                                                    | 2:31:36 | Sam Ferris (GBR)                                                                         | 2:31:55 | Armas Toivonen (FIN)                                                                      | 2:32:12 |
| 50 km marș detalii           | Tommy Green (GBR)                                                                           | 4:50:10 | Jānis Daliņš (LAT)                                                                       | 4:57:20 | Ugo Frigerio (ITA)                                                                        | 4:59:06 |
| Săritura în înălțime detalii | Duncan McNaughton (CAN)                                                                     | 1,97 m  | Bob Van Osdel (USA)                                                                      | 1,97 m  | Simeon Toribio (PHI)                                                                      | 1,97 m  |
| Săritura cu prăjina detalii  | Bill Miller (USA)                                                                           | 4,315 m | Shuhei Nishida (JPN)                                                                     | 4,30 m  | George Jefferson (USA)                                                                    | 4,20 m  |
| Săritura în lungime detalii  | Ed Gordon (USA)                                                                             | 7,64 m  | Lambert Redd (USA)                                                                       | 7,60 m  | Chuhei Nambu (JPN)                                                                        | 7,45 m  |
| Triplusalt detalii           | Chuhei Nambu (JPN)                                                                          | 15,72 m | Erik Svensson (SWE)                                                                      | 15,32 m | Kenkichi Oshima (JPN)                                                                     | 15,12 m |
| Aruncarea greutății detalii  | Leo Sexton (USA)                                                                            | 16,00 m | Harlow Rothert (USA)                                                                     | 15,67 m | František Douda (TCH)                                                                     | 15,61 m |
| Aruncarea discului detalii   | John Anderson (USA)                                                                         | 49,49 m | Henri LaBorde (USA)                                                                      | 48,47 m | Paul Winter (FRA)                                                                         | 47,85 m |
| Aruncarea ciocanului detalii | Pat O'Callaghan (IRL)                                                                       | 53,92 m | Ville Pörhölä (FIN)                                                                      | 52,27 m | Peter Zaremba (USA)                                                                       | 50,33 m |
| Aruncarea suliței detalii    | Matti Järvinen (FIN)                                                                        | 72,71 m | Matti Sippala (FIN)                                                                      | 69,80 m | Eino Penttilä (FIN)                                                                       | 68,70 m |
| Decatlon detalii             | James Bausch (USA)                                                                          | 8462,23 | Akilles Järvinen (FIN)                                                                   | 8292,48 | Wolrad Eberle (GER)                                                                       | 8030,80 |

### Feminin
| Event                        | Aur | Aur   | Argint                                                                        | Argint | Bronz                                                                                     | Bronz |
| 100 m detalii                | Stanisława Walasiewicz (POL)                                                                            | 11,9  | Hilda Strike (CAN)                                                            | 11,9   | Wilhelmina von Bremen (USA)                                                               | 12,0  |
| 80 m garduri detalii         | Babe Didrikson (USA)                                                                                    | 11,7  | Evelyne Hall (USA)                                                            | 11,7   | Marjorie Clark (RSA)                                                                      | 11,8  |
| 4×100 m detalii              | Statele Unite ale Americii (USA) · Mary Carew · Evelyn Furtsch · Annette Rogers · Wilhelmina von Bremen | 47,0  | Canada (CAN) · Mary Frizzel · Mildred Fizzell · Lillian Palmer · Hilda Strike | 47,0   | Marea Britanie (GBR) · Nellie Halstead · Eileen Hiscock · Gwendoline Porter · Violet Webb | 47,6  |
| Săritura în înălțime detalii | Jean Shiley (USA)                                                                                       | 1,67  | Babe Didrikson (USA)                                                          | 1,65   | Eva Dawes (CAN)                                                                           | 1,60  |
| Aruncarea discului detalii   | Lillian Copeland (USA)                                                                                  | 40,58 | Ruth Osburn (USA)                                                             | 40,12  | Jadwiga Wajs (POL)                                                                        | 38,74 |
| Aruncarea suliței detalii    | Babe Didrikson (USA)                                                                                    | 43,69 | Ellen Braumüller (GER)                                                        | 43,50  | Tilly Fleischer (GER)                                                                     | 43,01 |

## Clasament pe medalii
| Loc   | Țară                       | Aur | Argint | Bronz | Total |
| ----- | -------------------------- | --- | ------ | ----- | ----- |
| 1     | Statele Unite ale Americii | 16  | 13     | 6     | 35    |
| 2     | Finlanda                   | 3   | 4      | 4     | 11    |
| 3     | Marea Britanie             | 2   | 4      | 2     | 8     |
| 4     | Polonia                    | 2   | 0      | 1     | 3     |
| 5     | Irlanda                    | 2   | 0      | 0     | 2     |
| 6     | Canada                     | 1   | 3      | 5     | 9     |
| 7     | Japonia                    | 1   | 1      | 2     | 4     |
| 8     | Italia                     | 1   | 0      | 2     | 3     |
| 9     | Argentina                  | 1   | 0      | 0     | 1     |
| 10    | Germania                   | 0   | 2      | 3     | 5     |
| 11    | Suedia                     | 0   | 1      | 0     | 1     |
| 11    | Letonia                    | 0   | 1      | 0     | 1     |
| 13    | Filipine                   | 0   | 0      | 1     | 1     |
| 13    | Franța                     | 0   | 0      | 1     | 1     |
| 13    | Cehoslovacia               | 0   | 0      | 1     | 1     |
| 13    | Africa de Sud              | 0   | 0      | 1     | 1     |
| Total | Total                      | 29  | 29     | 29    | 87    |